# Artland
Artland Inc. (株式会社アートランド Kabushiki-gaisha Ātorando?) es un estudio de animación japonés . Su base está en Tokio, Japón. Ha producido varias series de anime de gran éxito como Mushishi y Katekyō Hitman Reborn!. El estudio se fundó en el 23 de septiembre del año 1978. Actualmente,se desconoce su estado,ya que se anunció que cerraría,pero el sitio web oficial anunció más tarde que no lo haría.Luego de eso,su estado es desconocido. 
En marzo de 2006, Marvelous Entertainment anunció la compra e integración de Artland a Marvelous Entertainment Inc., efectivo el 3 de abril de 2006

## Obras

### Series producidas
- Megazone 23 (OVA series, 1985)
- Hoshi Neko Full House (OVA series, 1989)
- Yūgo (TV series, 2003)
- Gyagu Manga Biyori (TV series, 2005)
- Mushishi (TV series, 2005-2006)
- Bokura ga Ita (TV series, 2006)
- Gyagu Manga Biyori 2 (TV series, 2006)
- Happiness! (TV series, 2006)
- Katekyō Hitman REBORN! (TV series, 2006)
- Kono Aozora ni Yakusoku wo ~Yōkoso Tsugumi Ryōhe~ (TV series, 2007)
- Kenkō Zenrakei Suieibu Umishō (TV series, 2007)
- Gunslinger Girl -Il Teatrino- (TV series, 2008)
- Senran Kagura (TV series, 2013)

### Otros
- Lupin III (segunda temporada, asistencia de animación, 1977-1980)
- Tetsuwan Atom (segunda temporada, 1980-1981)
- The Super Dimension Fortress Macross (TV series, 1982-1983)
- Scientific Rescue Team Techno Voyager (TV series, 1982)
- The Super Dimension Century Orguss (TV series, 1983-1984)
- Legend of the Galactic Heroes (OVA series, 1988)
- Mobile Suit Gundam: Char's Counterattack (asistencia de animación, 1988)
- Shōnen Ashibe (TV series, 1991)
- Mikan Enikki (TV series, 1992-1993)
- Genocyber (OVA series, 1993)
- Muka Muka Paradise (TV series, 1993-1994)
- Tonde Būrin (TV series, 1994-1995)
- Baketsu de Gohan (TV series, 1996)
- Angel Links (TV series, 1999)
- Argentosoma (TV series, 2000)
- Star Ocean EX (TV series, 2001)
- Cheeky Angel (TV series, 2002-2003)
- Chobits (TV series, 2002)
- Kyōgoku Natsuhiko Kōsetsu Hyaku Monogatari (TV series, 2003)
- Gungrave (TV series, 2003)
- School Rumble (TV series, 2004)
- Zettai Shōnen (TV series, 2005)
- Gekijōban xxxHolic: Manatsu no Yoru no Yume (feature film, asistencia de animación, 2005)
- Jyu Oh Sei (TV series, asistencia de animación, 2006)
- Ouran High School Host Club (TV series, asistencia de animación, 2006)
- Nagasarete Airantou (TV series, asistencia de animación, 2007)
- Darker than Black: Kuro no Keiyakusha (TV series, asistencia de animación, 2007)